# Clara Siebert
Clara Siebert, née Clara Ritter le 2 août 1873 à Schliengen (Grand-duché de Bade) et morte le 23 mars 1963 à Constance (RFA) est une femme politique allemande, membre du parti Zentrum.

## Biographie
Clara Siebert est la fille d'un médecin. Elle étudie à l'école primaire et secondaire à Bâle puis au lycée Notre-Dame d'Offenburg . En 1895, elle devient professeur d'allemand et de langues étrangères. En 1897, elle se marie et donne naissance à un fils.
En 1907, elle participe à la fondation de l'Association des femmes catholiques allemandes, dont elle devient vice-présidente en 1919. Elle est également présidente du Comité d'État de Bade pour la Ligue. De 1911 à 1918, elle est membre de la Commission de l'hôpital municipal de Karlsruhe. En outre, elle appartient au conseil diocésain du Club des mères chrétiennes.
Pendant la Première Guerre mondiale, entre 1914 et 1917, Clara Siebert travaille dans un hôpital. De 1917 à 1919, elle exerce dans l'administration du XIVe corps d'armée (celui de Karlsruhe). Elle a obtenu la Croix d'assistance de Bade (1916), la médaille de la Croix-rouge prussienne classe III (1917) et la Croix de guerre du mérite prussien (1918). 
Lors des élections législatives de juillet 1932, elle est élue députée au Reichstag pour la 32e circonscription (Bade). Elle n'est pas réélue au scrutin de novembre et perd temporairement son mandat mais est réélue députée à l'élection suivante de mars 1933.
En mars 1933, elle vote pour la loi allemande des pleins pouvoirs, qui attribue à Adolf Hitler les pouvoirs parlementaires et instaure légalement la dictature. En quitte son mandat parlementaire en novembre de la même année. En juillet 1944, après la tentative d'attentat contre le Führer, elle est placée une semaine en détention.
De nos jours, un petit mémorial lui rend hommage dans le cimetière de la paroisse de Sainte-Élisabeth à Karlsruhe.

## Ouvrages
- Marie Ellenrieder, 1916.
- Frau und Volk, 1929.
- Heilige Zeit der Kindheit, 1930.

## Sources
- (de) Cet article est partiellement ou en totalité issu de l’article de Wikipédia en allemand intitulé « Clara Siebert » (voir la liste des auteurs).